# Porc de Neijiang
Le porc de Neijiang ou Neijiang est une race porcine (Sus scrofa domesticus) originaire de la ville de Neijiang dans la province chinoise du Sichuan.

## Apparence physique
Le neijang a une tête massive avec des rides profondes formant une « visière » masquant les yeux et un groin court, des oreilles moyennes tombantes, une peau épaisse (environ 7 cm), une épaule large, un dos court et légèrement concave, des pattes robustes et le poil noir.

## Caractéristiques
L'espèce est précoce : le mâle fertile à deux mois, la femelle à trois mois.
A six mois, son poids atteint 90 kg. Il s'accommode de la plupart des climats, y compris celui des hauts plateaux. Le croisement avec d'autres races permet d'améliorer l'engraissement de 15 à 20 %. Une portée moyenne produit dix gorets, la femelle a sept paires de mamelles. Le poids adulte est de 169 kg pour le mâle, 155 kg pour la femelle.
Dans des conditions optimales, le gain quotidien en poids est de 660 grammes pendant la période d'engraissement.

## Conservation
Depuis l'an 2000, le ministère de l'agriculture chinois a mis le neijiang sur la liste des races porcines dont le patrimoine génétique doit être préservé.